# Sydkystens Privatskole
Sydkystens Privatskole er en fri grundskole beliggende i Solrød Strand. Den blev grundlagt i januar 1975 som en selvejende og selvstændig undervisningsinstitution. Der undervises fra børnehaveklasse til 9. klasse.
Fra starten lejede skolen sig ind i lokaler bag byens gamle rådhus. Efter flere til- og ombygninger, har skolen i dag kun til huse i egne lokaler. Siden grundlæggelsen har skolen kun haft fire skoleledere, hvor den seneste blev ansat i august 2018.
Eleverne i 0. til 4. klasserne samt skolefritidsordningen flytter i december 2018 ind i et nybygget indskolingshus.